# 9346 Fernandel
9346 Fernandel eller 1991 RN11 är en asteroid i huvudbältet som upptäcktes den 4 september 1991 av den belgiske astronomen Eric W. Elst vid La Silla-observatoriet. Den är uppkallad efter den franske komikern och skådespelaren Fernandel.
Asteroiden har en diameter på ungefär 5 kilometer och den tillhör asteroidgruppen Nysa.